# Артаксија I
Артаксија I је био оснивач династије Артаксида, која је владала Јерменијом око 2 века. Артаксија је владао од 189. п. н. е. до 160/159. п. н. е.

## Краљ Јерменије
При крају 3. века п. н. е. Јерменија је била подељена низом од 120 доминиона малих династија, а били су лабаво повезани под Оронтидским краљевима. Иако Александар Велики није заузео Јерменију ту се ипак осећао утицај хеленизма и селеукидске моћи. Антиох Велики је поставио Артаксију као стратега Велике Јерменије. Римљани су победили Антиоха Великога у бици код Магнезије 190. пре н. е, па су након тога Артаксији потврдили контролу над његовим доминионом и дали му титулу краља. Артаксија и Зариадрис су поделили Јерменију, тако да је Зариадрис узео Софену.

## Ханибал и оснивање нове престолнице
Када Ханибал више није био сигуран на Антиоховоме двору побегао је у Јерменију код Артаксије. Једно време склонио се на Артаксијином двору. Предложио је Артаксији да оснује нову престолницу у подручју Јерменије, које је било занемарено, а пружало је добру природну заштиту. Помогао је Артаксији да оснује јерменску престолницу Артаксату на реци Араксу близу језера Севан. Становништво раније јерменске престолнице пресељено је у Артаксату.

## Губитак и поновна успостава независности
Артаксија је током 179. п. н. е. био укључен у мировни споразум између Еумена II и Фарнака I од Понта. То говори да је све време до 165. п. н. е. био де факто независан владар. Антиох IV Епифан кренуо је у источни поход, да врати изгубљене источне сатрапије. Најпре је напао Јерменију 165. п. н. е. Том приликом заробио је Артаксију. Оставио га је на власти као зависнога краља. Артаксија је након смрти Антиоха V Еупатора искористио Тимархову побуну против Селеукидскога царства, тј против Деметрија I Сотера. Удружио се са Тимархом са циљем да се ослободи селеукидске контроле и да обнови независност Јерменије. Тимархова побуна није успела, али Артаксија је успео да обнови независност. Артаксија I је обновио независност око 162. пре н. е, јер тада је предложио Аријарату V да поделе Софену дуж горњега Тигра. Аријарат се међутим није сложио са његовим предлогом.

## Породица
Био је ожењен за Сатеник, ћерку краља Алана. Имали су шест синова, а најзначајнији су Артавазд I од Јерменије, који је владао Јерменијом од 160. п. н. е. до 115. п. н. е. и Тигран I, који је владао од 115. п. н. е. до 95. п. н. е. Артаксију је око 160. п. н. е. наследио на његов син Артавазд I.